# Seznam sovětských maršálů
Seznam sovětských maršálů uvádí osoby s hodnostmi Maršál Sovětského svazu, Hlavní maršál letectva, Maršál letectva, Hlavní maršál dělostřelectva, Maršál dělostřelectva, Hlavní maršál tankového vojska, Maršál tankového vojska, Maršál ženijního vojska a Maršál spojovacího vojska, vždy v pořadí podle data jmenování.

## Maršál Sovětského svazu
1. 20. listopadu 1935 – Vasilij Konstantinovič Bljucher (1890–1938)
2. 20. listopadu 1935 – Semjon Michajlovič Buďonnyj (1883–1973)
3. 20. listopadu 1935 – Alexandr Iljič Jegorov (1883–1939)
4. 20. listopadu 1935 – Michail Nikolajevič Tuchačevskij (1893–1937)
5. 20. listopadu 1935 – Kliment Jefremovič Vorošilov (1881–1969)
6. 7. května 1940 – Grigorij Ivanovič Kulik (1890–1950), zbaven hodnosti 19. února 1942
7. 7. května 1940 – Boris Michajlovič Šapošnikov (1882–1945)
8. 7. května 1940 – Semjon Konstantinovič Timošenko (1895–1970)
9. 18. ledna 1943 – Georgij Konstantinovič Žukov (1896–1974)
10. 16. února 1943 – Alexandr Michajlovič Vasilevskij (1895–1977)
11. 6. března 1943 – Josif Vissarionovič Stalin (1879–1953), od 27. června 1945 generalissimus
12. 20. února 1944 – Ivan Stěpanovič Koněv (1897–1973)
13. 18. června 1944 – Leonid Alexandrovič Govorov (1897–1955)
14. 29. června 1944 – Konstantin Konstantinovič Rokossovskij (1896–1968)
15. 10. září 1944 – Rodion Jakovlevič Malinovskij (1898–1967)
16. 12. září 1944 – Fjodor Ivanovič Tolbuchin (1894–1949)
17. 26. října 1944 – Kirill Afanasjevič Mereckov (1897–1968)
18. 9. července 1945 – Lavrentij Pavlovič Berija (1899–1953), zbaven hodnosti 26. června 1953
19. 3. července 1946 – Vasilij Danilovič Sokolovskij (1897–1968)
20. 3. listopadu 1947 – Nikolaj Alexandrovič Bulganin (1895–1975), degradován na generálplukovníka 26. listopadu 1958
21. 11. března 1955 – Ivan Christoforovič Bagramjan (1897–1982)
22. 11. března 1955 – Sergej Semjonovič Birjuzov (1904–1964)
23. 11. března 1955 – Vasilij Ivanovič Čujkov (1900–1982)
24. 11. března 1955 – Andrej Antonovič Grečko (1903–1976)
25. 11. března 1955 – Andrej Ivanovič Jeremenko (1892–1970)
26. 11. března 1955 – Kirill Semjonovič Moskalenko (1902–1985)
27. 8. května 1959 – Matvěj Vasiljevič Zacharov (1898–1972)
28. 6. května 1961 – Filipp Ivanovič Golikov (1900–1980)
29. 28. května 1962 – Nikolaj Ivanovič Krylov (1903–1972)
30. 12. dubna 1967 – Ivan Ignaťjevič Jakubovskij (1911–1976)
31. 15. dubna 1968 – Pavel Fjodorovič Batickij (1910–1984)
32. 15. dubna 1968 – Pjotr Kirillovič Koševoj (1904–1976)
33. 7. května 1976 – Leonid Iljič Brežněv (1906–1982)
34. 30. července 1976 – Dmitrij Fjodorovič Ustinov (1908–1984)
35. 14. ledna 1977 – Viktor Georgijevič Kulikov (1921–2013)
36. 14. ledna 1977 – Nikolaj Vasiljevič Ogarkov (1917–1994)
37. 17. února 1978 – Sergej Leonidovič Sokolov (1911–1999)
38. 25. března 1983 – Sergej Fjodorovič Achromejev (1923–1991)
39. 25. března 1983 – Semjon Konstantinovič Kurkotkin (1917–1990)
40. 25. března 1983 – Vasilij Ivanovič Petrov (1917–2014)
41. 28. dubna 1990 – Dmitrij Timofejevič Jazov (1923-2020)

## Hlavní maršál letectva
1. 17. března 1943 – Alexandr Alexandrovič Novikov (1900–1976), zbaven hodnosti 11. května 1946, hodnost vrácena v červnu 1953
2. 3. března 1943 – Alexandr Jevgeňjevič Golovanov (1904–1975)
3. listopad 1947 – Konstantin Andrejevič Věršinin (1900–1973), degradován 1949, hodnost vrácena 8. května 1959
4. 11. března 1953 – Pavel Fjodorovič Žigarev (1900–1963)
5. 13. listopadu 1972 – Pavel Stěpanovič Kutachov (1914–1984)
6. 28. října 1977 – Boris Pavlovič Bugajev (1923–2007)
7. 31. října 1984 – Alexandr Ivanovič Koldunov (1923–1992)

## Maršál letectva
1. 21. února 1944 – Alexandr Alexandrovič Novikov (1900–1976), od 21. února 1944 hlavní maršál
2. 19. srpna 1944 – Alexandr Jevgeňjevič Golovanov (1904–1975), od 19. srpna 1944 hlavní maršál
3. 19. srpna 1944 – Fjodor Alexejevič Astachov (1892–1966)
4. 19. srpna 1944 – Fjodor Jakovlevič Falalejev (1899–1955)
5. 19. srpna 1944 – Sergej Alexandrovič Chuďakov (1901–1950)
6. 19. srpna 1944 – Nikolaj Semjonovič Skripko (1902–1987)
7. 19. srpna 1944 – Grigorij Alexejevič Vorožejkin (1895–1974)
8. 25. září 1944 – Semjon Fjodorovič Žavoronkov (1899–1967)
9. 3. června 1946 – Konstantin Andrejevič Věršinin (1900–1973), od listopadu 1949 hlavní maršál, od 1949 opět maršál, od 8. května 1959 hlavní maršál
10. 3. srpna 1953 – Pavel Fjodorovič Žigarev (1900–1963), od 11. března 1953 hlavní maršál
11. 11. března 1955 – Sergej Ignaťjevič Ruděnko (1904–1990)
12. 11. března 1955 – Vladimir Alexandrovič Suděc (1904–1981)
13. 8. května 1959 – Stěpan Akimovič Krasovskij (1897–1983)
14. 6. května 1961 – Jevgenij Jakovlevič Savickij (1910–1990)
15. 28. dubna 1962 – Filipp Alexandrovič Agalcov (1900–1980)
16. 28. října 1967 – Jevgenij Fjodorovič Loginov (1907–1970)
17. 21. února 1969 – Pavel Stěpanovič Kutachov (1914–1984), od 13. listopadu 1972 hlavní maršál
18. 16. prosince 1972 – Ivan Ivanovič Borzov (1915–1974)
19. 16. prosince 1972 – Alexandr Ivanovič Pokryškin (1913–1985)
20. 5. listopadu 1973 – Boris Pavlovič Bugajev (1923–2007), od 28. října 1977 hlavní maršál
21. 5. listopadu 1973 – Georgij Vasiljevič Zimin (1912–1997)
22. 29. dubna 1975 – Alexandr Nikolajevič Jefimov (1923–2012)
23. 29. dubna 1975 – Ivan Ivanovič Pstygo (1918–2009)
24. 19. února 1976 – Alexandr Petrovič Silanťjev (1918–1996)
25. 28. října 1977 – Alexandr Ivanovič Koldunov (1923–1992),od 31. října 1984 hlavní maršál
26. 4. listopadu 1980 – Grigorij Petrovič Skorikov (1920–2002)
27. 2. listopadu 1981 – Nikolaj Michajlovič Skomorochov (1920–1994)
28. 16. prosince 1982 – Pjotr Semjonovič Kirsanov (1919–1991)
29. 30. dubna 1985 – Anatolij Ustinovič Konstantinov (1923–2006)
30. 7. května 1985 – Ivan Nikitovič Kožedub (1920–1991)
31. 15. února 1989 – Alexandr Nikitovič Volkov (1929–2005)
32. 26. srpna 1991 – Jevgenij Ivanovič Šapošnikov (1942–2020)

## Hlavní maršál dělostřelectva
1. 21. února 1944 – Nikolaj Nikolajevič Voronov (1899–1968)
2. 8. května 1959 – Mitrofan Ivanovič Nedělin (1902–1960)
3. 6. května 1961 – Sergej Sergejevič Varencov (1901–1971), degradován 13. března 1963
4. 25. března 1983 – Vladimir Fjodorovič Tolubko (1914–1989)

## Maršál dělostřelectva
1. 18. ledna 1943 – Nikolaj Nikolajevič Voronov (1899–1968), od 21. února 1944 hlavní maršál
2. 21. února 1944 – Nikolaj Dmitrijevič Jakovlev (1898–1972), zbaven hodnosti 1952, hodnost vrácena 1953
3. 25. září 1944 – Michail Nikolajevič Čisťakov (1896–1980)
4. 11. března 1955 – Vasilij Ivanovič Kazakov (1898–1968)
5. 11. března 1955 – Mitrofan Ivanovič Nedělin (1902–1960), od 8. května 1959 hlavní maršál
6. 11. března 1955 – Sergej Sergejevič Varencov (1901–1971), od 6. května 1961 hlavní maršál
7. 28. dubna 1962 – Konstantin Petrovič Kazakov (1902–1989)
8. 18. června 1965 – Jurij Pavlovič Bažanov (1905–1975)
9. 28. října 1967 – Pavel Nikolajevič Kulešov (1908–2000)
10. 22. února 1968 – Georgij Fedotovič Odincov (1900–1972)
11. 5. listopadu 1973 – Georgij Jefimovič Peredělskij (1913–1987)
12. 4. listopad 1980 – Jefim Vasiljevič Bojčuk (1918–1991)
13. 15. února 1989 – Vladimir Michajlovič Michalkin (1927–2019)

## Hlavní maršál tankového vojska
1. 28. dubna 1962 – Pavel Alexejevič Rotmistrov (1901–1982)
2. 29. dubna 1975 – Amazasp Chačaturovič Babadžaňan (1906–1977)

## Maršál tankového vojska
1. 21. února 1944 – Jakov Mikolajevič Fedorenko (1896–1947)
2. 21. února 1944 – Pavel Alexejevič Rotmistrov (1901–1982), od 28. dubna 1962 hlavní maršál
3. 1. června 1945 – Semjon Iljič Bogdanov (1894–1960)
4. 1. června 1945 – Pavel Semjonovič Rybalko (1894–1948)
5. 26. října 1959 – Michail Jefimovič Katukov (1900–1976)
6. 28. dubna 1962 – Pavel Pavlovič Polubojarov (1901–1984)
7. 28. října 1967 – Amazasp Chačaturovič Babadžaňan (1906–1977), od 29. dubna 1975 hlavní maršál
8. 29. dubna 1975 – Oleg Alexandrovič Losik (1915–2004)

## Maršál ženijního vojska
1. 21. února 1944 – Michail Petrovič Vorobjov (1896–1957)
2. 6. května 1961 – Alexej Ivanovič Prošljakov (1901–1973)
3. 16. prosince 1972 – Viktor Kondraťjevič Charčenko (1911–1975)
4. 28. října 1977 – Arčil Viktorovič Gelovani (1915–1978)
5. květen 1980 – Sergej Christoforovič Aganov (1917–1996)
6. 6. května 1981 – Nikolaj Fjodorovič Šestopalov (1919–2006)

## Maršál spojovacího vojska
1. 21. února 1944 – Ivan Těrenťjevič Peresypkin (1904–1978)
2. 6. května 1961 – Alexej Ivanovič Leonov (1902–1972)
3. 5. listopadu 1973 – Andrej Ivanovič Bělov (1917–2001)
4. 25. října 1979 – Nikolaj Nikolajevič Alexejev (1914–1980)

## Související kategorie
- Kategorie:Maršálové SSSR
- Kategorie:Maršálové spojovacího vojska
- Kategorie:Maršálové tankových vojsk
- Kategorie:Maršálové dělostřelectva
- Kategorie:Maršálové letectva
- Kategorie:Sovětští hlavní maršálové dělostřelectva